# Malik Beasley
Malik JonMikal Beasley (Atlanta, 1996. november 26. –) amerikai kosárlabdázó, a Detroit Pistons játékosa a National Basketball Associationben (NBA).
Beasley Georgiában született, a Saint Francis középiskola tanulójaként kezdett kosárlabdázni, megválasztották az állam legjobb játékosának. Ezt követően a Floridai Állami Egyetem kosárlabdacsapatának játékosa lett, beválasztották a főcsoport legjobb elsőévesei közé. Az egyik leghatékonyabb játékos volt a főcsoportban.
A 2016-os NBA-drafton a 19. helyen választotta ki a Denver Nuggets csapata, ami meglepőnek számított, hiszen sérülésekkel küszködött a draft előtt. 2020-ban a Minnesota Timberwolvesnál kötött ki, egy négy csapatot és tizenkét játékost érintő megegyezés során. Az északi csapat még ugyanebben az évben 60 millió dolláros szerződéshosszabbítást kötött vele. A 2021–2022-es szezon során megdöntött a franchise rekordját a legtöbb szerzett hárompontosért egy szezonban. 2022-ben része volt a Rudy Gobert-t Minnesotába küldő megegyezésnek, így a Utah Jazz játékosa lett. Innen fél évvel később távozott, mikor megszerezte a játékjogát a Los Angeles Lakers. 2023 júliusában a Milwaukee Buckshoz szerződött, majd egy szezon után a Detroit Pistonsba igazolt.
2021-ben 78 napot börtönben töltött, miután vádat emeltek ellene kábítószer tulajdonlásért és testi erőszak fenyegetése miatt.

## Statisztika

### Egyetem
| Év        | Csapat                  | JM | KM | JP/M | MG%  | 3P%  | BD%  | LP/M | GP/M | L/M | B/M | P/M  |
| --------- | ----------------------- | -- | -- | ---- | ---- | ---- | ---- | ---- | ---- | --- | --- | ---- |
| 2015–2016 | Floridai Állami Egyetem | 34 | 33 | 29,8 | .471 | .387 | .813 | 5,3  | 1,5  | 0,9 | 0,2 | 15,6 |

### NBA

#### Alapszakasz
| Év        | Csapat                 | JM  | KM  | JP/M | MG%  | 3P%  | BD%  | LP/M | GP/M | L/M | B/M | P/M  |
| --------- | ---------------------- | --- | --- | ---- | ---- | ---- | ---- | ---- | ---- | --- | --- | ---- |
| 2016–2017 | Denver Nuggets         | 22  | 1   | 7,5  | .452 | .321 | .800 | 0,8  | 0,5  | 0,3 | 0,0 | 3,8  |
| 2017–2018 | Denver Nuggets         | 62  | 0   | 9,4  | .410 | .341 | .667 | 1,1  | 0,5  | 0,2 | 0,1 | 3,2  |
| 2018–2019 | Denver Nuggets         | 81  | 18  | 23,2 | .474 | .402 | .848 | 2,5  | 1,2  | 0,7 | 0,1 | 11,3 |
| 2019–2020 | Denver Nuggets         | 41  | 0   | 18,2 | .389 | .360 | .868 | 1,9  | 1,2  | 0,8 | 0,1 | 7,9  |
| 2019–2020 | Minnesota Timberwolves | 14  | 14  | 33,1 | .472 | .426 | .750 | 5,1  | 1,9  | 0,6 | 0,1 | 20,7 |
| 2020–2021 | Minnesota Timberwolves | 37  | 36  | 32,8 | .440 | .399 | .850 | 4,4  | 2,4  | 0,8 | 0,2 | 19,6 |
| 2021–2022 | Minnesota Timberwolves | 79  | 18  | 25,0 | .391 | .377 | .817 | 2,9  | 1,5  | 0,5 | 0,2 | 12,1 |
| 2022–2023 | Utah Jazz              | 55  | 13  | 26,8 | .396 | .359 | .841 | 3,6  | 1,7  | 0,8 | 0,1 | 13,4 |
| 2022–2023 | Los Angeles Lakers     | 26  | 14  | 23,9 | .392 | .353 | .619 | 3,3  | 1,2  | 0,8 | 0,0 | 11,1 |
| 2023–2024 | Milwaukee Bucks        | 79  | 77  | 29,6 | .443 | .413 | .714 | 3,7  | 1,4  | 0,7 | 0,1 | 11,3 |
| 2024–2025 | Detroit Pistons        | 82  | 18  | 27,8 | .430 | .416 | .679 | 2,6  | 1,7  | 0,9 | 0,1 | 16,3 |
| Karrier   | Karrier                | 578 | 209 | 23,8 | .426 | .391 | .769 | 2,8  | 1,4  | 0,7 | 0,1 | 11,7 |

#### Play-in
| Év      | Csapat                 | JM | KM | JP/M | MG%  | 3P%  | BD%  | LP/M | GP/M | L/M | B/M | P/M  |
| ------- | ---------------------- | -- | -- | ---- | ---- | ---- | ---- | ---- | ---- | --- | --- | ---- |
| 2022    | Minnesota Timberwolves | 1  | 0  | 28,5 | .500 | .429 | .333 | 6,0  | 0,0  | 0,0 | 1,0 | 12,0 |
| 2023    | Los Angeles Lakers     | 1  | 0  | 13,6 | .667 | .500 | —    | 1,0  | 0,0  | 0,0 | 0,0 | 5,0  |
| Karrier | Karrier                | 2  | 0  | 21,0 | .545 | .444 | .333 | 3,5  | 0,0  | 0,0 | 0,5 | 8,5  |

#### Rájátszás
| Év      | Csapat                 | JM | KM | JP/M | MG%  | 3P%  | BD%   | LP/M | GP/M | L/M | B/M | P/M |
| ------- | ---------------------- | -- | -- | ---- | ---- | ---- | ----- | ---- | ---- | --- | --- | --- |
| 2019    | Denver Nuggets         | 14 | 0  | 20,1 | .387 | .404 | .710  | 3,4  | 1,0  | 0,2 | 0,1 | 8,1 |
| 2022    | Minnesota Timberwolves | 6  | 0  | 19,8 | .432 | .320 | .833  | 3,3  | 0,7  | 0,3 | 0,2 | 8,5 |
| 2023    | Los Angeles Lakers     | 11 | 0  | 8,3  | .294 | .269 | 1.000 | 0,7  | 0,2  | 0,1 | 0,0 | 3,0 |
| 2024    | Milwaukee Bucks        | 6  | 2  | 21,8 | .512 | .440 | —     | 2,5  | 0,7  | 0,7 | 0,0 | 8,8 |
| Karrier | Karrier                | 37 | 2  | 16,8 | .406 | .366 | .767  | 2,5  | 0,6  | 0,3 | 0,1 | 6,8 |